# Bohmstedt
Bohmstedt (północnofryz. Bååmst, duń. Bomsted) – gmina w Niemczech w kraju związkowym Szlezwik-Holsztyn, w powiecie Nordfriesland, wchodzi w skład urzędu Mittleres Nordfriesland.